# Terre Thaemlitz
Terre Thaemlitz, aussi connue comme Rubato, Miss Take, DJ Sprinkles et K-S.H.E, née en 1968 à Saint Paul, au Minnesota (États-Unis), est une musicienne et militante transgenre américaine.

## Biographie
Née en 1968 à Saint Paul, dans le Minnesota, aux États-Unis,, elle s'installe à New York dans les années 1980 afin d'étudier les beaux-arts. Elle est diplômée de la Cooper Union,, mais se consacre surtout à la musique.
Terre Thaemlitz est initialement une pianiste et une disc jockey américaine de house music, se produisant dans des bals gays new-yorkais et des clubs queer. Elle se consacre depuis le milieu des années 1990 à l'ambient,,, et est considérée comme l'un des principaux artistes, théoriciens, essayistes et conférenciers américains sur la musique ambient et électro-acoustique,. Elle crée aussi un label musical, Comatonse Recordings, en 1992. Elle quitte New York en 1997 pour la Californie, puis s'installe en 2001 au Japon.
En 2017, Terre Thaemlitz est une des artistes sélectionnés pour l'exposition documenta 14 à Cassel, en Allemagne et à Athènes,. Elle s'est également produite en France, comme en 2000 au Centre national d'art et de culture Georges-Pompidou.

### Reframed Positions
Une exposition rétrospective intitulée "Reframed Positions" est présentée en mars 2020 à l'espace d'art The Substation à Melbourne. Le curateur en est Lawrence English. Suspendue en raison de la pandémie de Covid-19, l'exposition est montrée au même endroit d'août à octobre 2022. L'année suivante, l'exposition est montrée en Allemagne, à la Halle für Kunst Lüneburg, de mai à juillet 2023.

## Discographie

### Albums
- Tranquilizer, Instinct Ambient, 1994, EX-283-2
- Soil, Instinct Ambient, 1995, AMB:007-2
- Die Roboter Rubato, Mille Plateaux, 1997, MP34
- Couture Cosmetique, Caipirinha Productions, 1997 (US); Daisyworld Records, 1997 (Japan)[8]
- G.R.R.L., Comatonse Recordings, 1997, C.003
- Means From An End, Mille Plateaux, 1999, MPCD53
- Love For Sale, Mille Plateaux, 1999, MPCD53[8]
- Replicas Rubato, Mille Plateaux, 1999, MPCD71 and MPLP71
- Fagjazz, Comatonse Recordings, 2000, C.007
- Interstices, Mille Plateaux, 2000, MP94[8]
- Oh, No! It's Rubato, Mille Plateaux, 2001, MPCD103/MPLP103
- Lovebomb / Ai No Bakudan, Mille Plateaux, 2003, MP117
- Lovebomb / Ai No Bakudan, double disc DVD & audio CD re-issue, Comatonse Recordings, 2005, D.001
- Trans-Sister Radio, Grain of Sound/Base Recordings, 2005, GOS018/BRCD00505
- K-S.H.E (Kami-Sakunobe House Explosion): Routes Not Roots / Ruutsu De Ha Naku Ruuto, Comatonse Recordings, 2006, C.013.CD
- Terre Thaemlitz presents... You? Again?, Mule Electronic, 2006, MED05
- DJ Sprinkles: Midtown 120 Blues, Mule Musiq, 2008, MMD7
- Terre Thaemlitz: Soulnessless, 2012
- Where Dancefloors Stand Still, Mule Musiq, 2013, MMCD41

### 12" EPs
- Comatonse.000, Comatonse Recordings, 1993, C.000 (contient "Raw Through A Straw" and "Tranquilizer")
- Comatonse.000.R1, Comatonse Recordings, 1997, C.000.R1 (translucent vinyl re-issue of C.000 with previously unreleased outro "Pretty Mouth (He's Got One)")
- Terre's Neu Wuss Fusion: She's Hard, Comatonse Recordings, 1998, C.004
- DJ Sprinkles: Sloppy 42nds, Comatonse Recordings, 1998, C.006
- DJ Sprinkles: Bassline.89, Comatonse Recordings, 2001, C.008
- Social Material: Class/Consciousness, Comatonse Recordings, 2001, C.009
- Terre's Neu Wuss Fusion: A Crippled Left Wing Soars With The Right, Comatonse Recordings, 2002, C.010
- Teriko: Hystoric Trace ("Fake"), Hysteric Trace, 2003, INEX-002
- The Opposite Of Genius Or Chance, EN/OF, 2003, EN/OF 013
- Comatonse.000.R2, Comatonse Recordings, 2004, C.000.R2
- K-S.H.E (Kami-Sakunobe House Explosion): Route 1 EP, Comatonse Recordings, 2006, C.013.EP1
- K-S.H.E (Kami-Sakunobe House Explosion): Route 2 EP, Comatonse Recordings, 2006, C.013.EP2
- K-S.H.E (Kami-Sakunobe House Explosion): Route 3 EP, Comatonse Recordings, 2006, C.013.EP3
- You? Again? 1, Mule Electronic, 2006, M019
- You? Again? 2, Mule Electronic, 2006, M020
- You? Again? 3, Mule Electronic, 2006, M025
- Terre's Neu Wuss Fusion: She's Hard Remixes, Mule Musiq, 2007, MM019
- DJ Sprinkles: Grand Central, Pt. I, Mule Musiq, 2008, MM033
- DJ Sprinkles: Brenda's $20 Dilemma (Kuniyuki Remix), Mule Musiq, 2009, MM034
- DJ Sprinkles: Grand Central (Motor City Drum Ensemble Remixes), Mule Musiq, 2009

### 7" singles
- A-MUSAK, Germany: A-Musik, 1999, A-14
- Selling, Netherlands: Bottrop-Boy, 2000, B-BOY 003
- Chugga: A Big 7-Inch, Austria : Klanggallerie, 2003, GG73

### DJ mixes
- DJ Sprinkles: DEEPERAMA (Module Party 5), Japan: Comatonse Recordings, 2003, DCM5
- DJ Sprinkles' DEEPERAMA (Module Party 8), Japan: Comatonse Recordings, 2004, DCM8
- PASTIME PARADISE, Japan: Comatonse Recordings, 2004, DPP1
- DJ Sprinkles' DEEPERAMA (Module Party 9), Japan: Comatonse Recordings, 2004, DCM9
- DJ Sprinkles' DEEPERAMA (Module Party 10), Japan: Comatonse Recordings, 2004, DCM10
- DJ Sprinkles' DEEPERAMA (Module Party 14), Japan: Comatonse Recordings, 2005, DCM14

### Collaborations
- Web, Subharmonic, 1995 (avec Bill Laswell)
- Yesterday's Heroes: 1979 (avec Haco), France: La Louche qui Fait déborder le Vase, 2004, LOUCH 001
- Complete Spiral 12", Comatonse Recordings, 2012 (avec Mark Fell)
- Fresh Insights 12", Comatonse Recordings, 2015 (avec Mark Fell)

### Internet-only releases
- Below Code, Comatonse Recordings, 2006, C.012

Pour célébrer le dixième anniversaire de Comatonse Records, Thaemlitz a sorti un CD de compilation best-of gratuit. Les copies physiques ne sont plus imprimées, mais les MP3 sont disponibles gratuitement (avec une piste bonus qui ne correspondait pas à la version originale) via Comatonse.

### Drames radiophoniques
- Trans-Sister Radio – Germany: Hessischer Rundfunk Radio, Channel HR2, Frankfurt M, 2004. Premier airdate November 17, 2004. Hörspiel, Redaktion: Manfred Hess. Also released on CD (Portugal: Grain of Sound/Base Recordings, 2005, GOS018/BRCD00505).
- The Laurence Rassel Show (avec Laurence Rassel) – Germany: Hessischer Rundfunk Radio, Channel HR2, Frankfurt M, 2006. Premier airdate April, 2006. Hörspiel, Redaktion: Manfred Hess.

## Filmographie partielle

### Au cinéma
- 2021 : Grand Central Hotel de Serge Garcia (court documentaire - scénariste, actrice)